# Latający statek
Latający statek (ros. Летучий корабль, Letuchij korabl) – radziecki film animowany z 1979 roku w reżyserii Garriego Bardina powstały na motywach rosyjskiej bajki ludowej.

## Obsada (głosy)
- Tatjana Szabielnikowa jako carewna Zabawa
- Garri Bardin jako car
- Michaił Bojarski jako Iwanuszka
- Rogwołd Suchowierko jako Połkan
- Anatolij Papanow jako Wodnik

## Animatorzy
Galina Ziebrowa, Elwira Masłowa, Aleksandr Mazajew, Wiktor Lichaczew, Aleksiej Bukin, Olga Orłowa, Władimir Arbiekow, Witalij Bobrow